# Кочержин, Николай Егорович
Николай Егорович Кочержин (1936—2002) — механизатор-свекловод колхоза им. Свердлова Ливенского района Орловской области, Герой Социалистического Труда.

## Биография
Родился 2 июня 1936 года в деревне Костромитино Ливенского района.
Колхоз, в котором с малых лет трудился Николай Кочержин, специализировался на выращивании сахарной свёклы. Николай Егорович был одним из пионеров по выращиванию этой культуры без затрат ручного труда по черкасскому методу возделывания применительно к местным условиям. Внедрял новую технику, модернизировал старую, занимался усовершенствованием свеклоуборочного комбайна. Постепенно новый метод утвердился. Себестоимость выращивания сахарной свёклы стала меньше в четыре раза, чем в районе. В его колхоз приезжали за передовым опытом со всей области.
Указом № УП — 649 Президента СССР Михаила Сергеевич Горбачёва «О присвоении звания Героя Социалистического Труда т. т. Кочержину Н. Е. и Спиридонову М. В.» от 28 августа 1990 года «за достижение выдающихся результатов в производстве, переработке и продаже государству сельскохозяйственной продукции на основе применения прогрессивных технологий и передовых методов организации труда» удостоен звания Героя Социалистического Труда с вручением ордена Ленина и золотой медали «Серп и Молот».
Умер в 2002 году.

## Награды
- Герой Социалистического Труда
- Орден Ленина (дважды)
- Орден Октябрьской Революции
- Орден «Знак Почёта»
- Медали ВДНХ
- Победитель Всесоюзного соревнования свекловодов